# 真仙魔大戰
《真仙魔大戰》（祝!(ハピ☆ラキ)ビックリマン），是於2006年10月15日至2007年9月30日在朝日放送的電視動畫。也是繼前作《超仙魔大戰》以來，睽違12年6個月仙魔大戰系列的最新作品。
MOMO親子台播出時稱為「快樂驚奇小子」。

## 登場人物

### 摩菲場
處於真白世界與真黑世界中間，連接兩界的地域，同時受到兩地力量的影響。
- 聖光元氣聖光（（せいひかり）ゲンキ→真・聖光ゲンキ）(日：木内玲子 港﹕伍秀霞)

本作主角，有著藍髮綠眼、超卓運動神經的少年，極之嗜食，不善思考，性格單純，有著不論任何困難都會勇往直前的樂天性格，經常令朋友謝諾相當煩惱。
- 聖太子謝諾/聖昇女謝諾(聖太子（せいたいし）ジェロ→聖昇女ジェロ)(日：園崎未惠 港﹕梁少霞)

元氣的好朋友，有著茶色的長髮及綠色眼睛，與元氣有著完全相反的個性，有極度的潔癖，有時更會為此性情大變。
極之愛好發明，製作一律稱為「完壁機xx號」(かんぺっ機xx号)的機械，不過有時都會失敗。
- 氣光子冰微子(気光子氷ミコ)(日：小櫻悅子 港﹕曾佩儀)

#### 七因王
- 守護摩菲場的七位聖神，曾經在昔日拯救大地的聖神，也是七位神子的祖先。

- 天児（あまのこ）スサノ： 草尾毅
- 天登（ヘブンクライマー）男ジャック： 田中真弓
- 騎神子（きじんし）アリ： 小林由美子
- 鞍馬天子若（くらまてんしわか）： 置鮎龍太郎
- 男一本（だんいっぽん）ドッコ： 千葉一伸
- 聖（せい）ナイトロビン： 優希比呂
- 聖星（セントスター）ピエトロ： 雪野五月

#### 天使
- 聖莫伊瀨琪 (聖モイラッキー)： (日：齋藤千和 港﹕張頌欣)

#### 真黑域
- 莉露皇后(魔妃ネロクイーン)(日：澤海陽子 港﹕黃麗芳)

### 天聖界
由未來回到過去的聖神聖子，也是首部作「仙魔大戰」的主要角色。不過除了超級宙斯與聖菲力斯，其他成員均失去記憶。
- 超級宙斯(舊譯﹕史巴謝斯天帝}-（スーパーゼウス）(日：八奈見乘兒 港﹕陳曙光)

天聖界的最高神，少數返回過去，仍然保留往日記憶的聖神，同樣貪財好色。受到時空轉移影響，來到摩菲場時，精神與烏龜融合，只有在作為鳥龜的肉身被撞昏，超級宙斯才可以立體影像型態，指導元氣等人。
- （シャーマンカーン）

史巴謝斯天帝的輔佐。
- 聖菲力斯（聖戰衣化）→首領洛可可 (舊譯：聖鳳凰)(日：高戶靖廣 港﹕張錦江)

史巴謝斯在次界創造的聖神子，個性穩重、討厭爭執，有著極強責任感以及統率力，在大和王子一行人當中，擔當領袖地位。可以發動聖戰衣化的力量，變身成戰鬥型態「洛可可」。
故事開始時被超級惡魔封印，最後在神子的幫助下再次甦醒。
- 十字架天使→十字天使(日：池澤春菜 港﹕林元春)

大和王子在旅途中遇到的更使，為了令惡魔改邪歸正而加入。雖然是一名愛哭鬼，其實相當有正義感。主要武器是弓箭。本作中要加上由超級宙斯龜殼內收藏的「純白貼紙」才可淨化邪力。

#### 若神子→神帝
「仙魔大戰」中的主角，本作中再次出場。與前作不同之處，除了部份角色個性，與前作有所不同。七人的進化亦只到達神帝級。
- 大和王子→大和神帝(日：草尾毅 港﹕雷碧娜)
- 牛若天子→牛若神帝(日：置鮎龍太郎 港﹕梁偉德)
- 天子男積克→神帝男積克(日：田中真弓 港﹕張預東)
- 騎神阿里巴巴→阿里巴巴神帝(日：小林由美子 港﹕曹啟謙)
- 魯神福德→神帝福德(日：優希比呂 港﹕黃榮璋)
- 彼德神子→神帝彼德
- 一本釣帝→一本釣神帝(日：千葉一伸 港﹕黃啟昌)

### 天魔界
- 超級惡魔
- 撒旦瑪利亞→撒旦瑪利亞（六聖球）→神異瑪利亞

### 次界
- 麥高

第二作「新仙魔大戰」主角，在最終回中由異空間跌入摩菲場。

## 工作人員
- 製作人：梶淳（テレビ朝日）、櫻田博之、鷲田正一（東映アニメーション）
- 原作：ロッテアド
- 連載：小学館-隔月刊コロコロイチバン!-
- 系列構成：隅沢克之、三条陸（20話～）
- 音楽：猪股義周、本田洋一郎
- 製作担当：額賀康彦
- 人物設定：青山充
- 機械設定：佐藤元
- チーフアニメーター：直井正博
- 美術デザイン：本多敬
- 色彩設計：豊永真一
- シリーズディレクター：古賀豪
- 動画チェック：斉藤玲子、田中敏美
- 特殊効果：福田直征
- 色指定：豊永真一、森川有希、宮崎亮滋
- 背景：デザインオフィス・メカマン、アテネアート、マジックハウス
- デジタル撮影：ACCプロダクション、エースクリエイション
- 編集：後藤正浩
- 録音：立花康夫
- 録音助手：松田悟
- 選曲：茅原万起子
- 音響効果：古谷友二（スワラプロダクション）
- 記録：梶本みのり
- 演出助手：小川孝治、鈴木裕介、松阪弘
- 製作進行：鶴賀康彦、林雅之、岩田匡弘、湯澤史彰
- 仕上進行：北村聡、馬場厚成、村上昌裕
- 美術進行：御園博

## 主題歌
- OP「祝!(ハピ☆ラキ)ビックリマン」（1～46話）
主唱：高取ヒデアキ / 作詞・作曲：高取ヒデアキ / 編曲：川瀬 智
- ED1「あっちの世界はほっちっち」(1話～29話・34話～45話)
主唱：弁財亞紀（田中真弓） / お囃子：超級宙斯（八奈見乗児）、尼羅皇后（沢海陽子）、聖光元氣（木内レイコ）
作詞：柚木美祐 / 作曲：Mayu / 編曲：大石健一郎
- ED2「オバハンの独り言」(30話～33話)
主唱：弁財亞紀（田中真弓） / 作詞：三条陸 / 作曲・編曲：猪股義周

## 放送局
放送期間：2006年10月15日 - 2007年9月30日 日曜 6:30 - 7:00

## 相關作品
- 新仙魔大戰—國語版名「超級仙魔大戰」。
- 超仙魔大戰—港譯「超級魔神戰記」，改以真人比例出場的角色。
- 仙魔大戰2000—港譯「新仙魔大戰」，以「仙魔通史」時間來計，暫時是仙魔系列通史中最後（最新）歷史。
- 真仙魔大戰—2006年新作，正譯「祝。快樂幸運仙魔大戰」，以最舊仙魔大戰之前發生的故事為背景。以"仙魔通史"時間來計，暫時是仙魔系列通史中最前(最舊)歷史。
- 聖魔大戰 BIKKURI-MEN—以令和年代來描述與這相關的故事內容。

## 外部連結
- 聖魔大戰 （页面存档备份，存于）（東映動畫）
- 聖魔大戰・官方網頁 （页面存档备份，存于）